# Mario Canzio Álvarez
Mario José Canzio Álvarez (Tarma, 6 de mayo de 1956 - Lima, 17 de septiembre del 2018) fue un ingeniero químico y político peruano. Fue congresista de la república por la región Junín en el periodo 2016-2019, ejerciendo el cargo desde el 27 de julio del 2016 hasta su fallecimiento el 17 de septiembre del 2018.

## Biografía
Nació en Tarma, departamento de Junín. Cursó sus estudios primarios y secundarios en la ciudad de Huancayo en las escuela Sebastián Lorente y en la Gran Unidad Escolar Santa Isabel, respectivamente. En 1975 inició sus estudios de ingeniería química en la Universidad Nacional del Centro del Perú desempeñándose desde entonces en la actividad privada.
Entre 2005 y 2006 fue miembro del Partido Nacionalista Peruano. El 2006 fue fundador del movimiento regional Frente Patriota Peruano que tuvo existencia hasta el 2011. Como candidato de este movimiento se presentó a las elecciones regionales del 2006 para ocupar una regiduría gerional y en las del 2010 tentando la presidencia regional de Junín sin éxito en ninguna de las dos. Recién fue elegido congresista por el departamento de Junín en las elecciones generales de 2016 por el Frente Amplio con 14,653 votos preferenciales. Durante su gestión, abandonó la bancada del Frente Amplio junto con varios congresistas elegidos por ese partido y conformó la bancada de Nuevo Perú.

## Fallecimiento
Falleció de cáncer en Lima el 17 de septiembre del 2018, dos años después de haber jurado como parlamentario. Por lo cual, tras un homenaje póstumo realizado por el Congreso de la República fue trasladado a Junín para ser sepultado el día 20 de septiembre en el Cementerio General de la ciudad de Huancayo Tras declarar su vacancia por fallecimiento, el Jurado Nacional de Elecciones nombró a su accesitaria Flor Gonzáles Uriola quien también falleció antes de recibir su credencial parlamentaria por lo que se tuvo que convocar a la segunda accesitaria Katia Gilvonio Condezo quien ocupó el cargo hasta 2019.